# ビューティフル (漫画)
『ビューティフル』はさいとうちほによる漫画作品。
2004年から2006年まで『プチコミック』（小学館）に不定期連載されていた。単行本は全4巻。

## あらすじ
1986年、ウクライナのベラローザ村で、両親と妹の一家4人で幸せに暮らしていた少年・悠里。バレエダンサーだった母親から教わり、天性のバレエセンスを持つ彼は、ボリショイ・バレエ学校へ行き、いつかはボリショイ劇場の大舞台で踊ることを夢見ていた。
しかし、一家の平穏な暮らしはチェルノブイリ原子力発電所事故によって粉々に破壊される。被爆した母親のためにも、早くボリショイのスターになった姿を見せたい、そう願い、一人、家族と離れバレエ学校へ入学する。
9年後、17歳になった悠里はバレエ学校でトップの成績を誇っていた。そこへ届いた母の死の知らせ。母が亡くなった今、悠里は妹・杏奈のためだけに生きていこうと誓う。互いに惹かれ合いながらも兄妹であるがゆえに、決して結ばれることのない2人の恋の物語。

## 登場人物

### 主人公
悠里（ゆうり）／ユーリ・レルモントフ
天才的なバレエのセンスを持つ。両親ともにバレエ・ダンサーだった。
8歳の時にチェルノブイリ原発事故で被曝。目に見えての後遺症はなかったが、時々頭痛を訴えるようになる。
杏奈（あんな）／アンナ・レルモントワ
悠里の2歳年下の妹。悠里とは父親が違う。
6歳のときに被爆、その後遺症か、時々熱っぽくなる症状を訴える。
悠里に想いのたけを告げ結ばれるが、悠里にバレエをやめて欲しくなくて修道院へ入る。

### 家族
杏里（あんり）
悠里と杏奈の母親。日本人。旧姓・桜庭。元バレエダンサーで、ボリショイ劇場で踊ったこともある。日本では那智バレエ団に所属していた。被爆後、病気の身ながら働き、日に日に父親（アリョーシャではない）に似ていく悠里の成長を楽しみにしていた。
アリョーシャ
杏奈の父親。軍人で、原発事故の消火活動に駆り出され被爆、後に死亡。

### バレエ関係
朝比奈 くるみ（あさひな くるみ）
那智バレエ団に所属するプロのバレエダンサーを目指す少女。週に3回静岡から通ってきている。父子家庭。
那智 冴子（なち さえこ）
那智バレエ団の責任者。視力が弱い。杏里が日本にいるときに所属していた。
天宮 水紀（てんぐう みずき）
パリで天宮バレエ団を立ち上げ、団員25名を率いる責任者。振付家でもある。
名雪（なゆき）
21歳。天宮バレエ団員。バレエのために家出をし、コンクールに出ていたところを水紀にスカウトされ、高校を中退して水紀についてきた。
朝倉 珠音（あさくら じゅね）
18歳。日本人。パリ・オペラ座のバレエ団員。14歳の時にオペラ座バレエ学校に留学、芸術監督に気に入られ、基本的に外国人を採らないバレエ団に奇跡的に入団できた。
キマイラ
キマイラ・バレエカンパニーの主宰者。国際的にも有名なロシア随一の振付家。
本名はアンドレイ・オルロフ、悠里の実父。
春木 風羽子（はるき ふうこ）
留学生。バレエオタク。20歳。卒論のテーマは「バレエとダンサーと美についての考察」。大学卒業後は舞踊ジャーナリストとして悠里を追いかける。
紫堂 犬太郎（しどう けんたろう）
キマイラ・バレエカンパニーに委託され、悠里のマネージャー兼スポーツ医療士になる。通称、ドクター・シド。風羽子が名刺を見た時に「柴犬」と読み違えた。後に風羽子と結婚する。

## 逸話
2011年10月1日に公開されたラジオ番組「サントリー・サタデー・ウェイティング・バー」のWeb限定放送 において、作者の さいとうちほ は、「源氏物語のつもりで描いた作品がある」として、本作品を挙げた。
さいとうちほ によれば、主人公の悠里は「光源氏」であり、様々な女性と恋をするが、「紫の上」にあたる杏奈という本命がいる、という構成である。また、主人公は一途であってほしいと考えるファンが多く、作品が完結するまでは女性遍歴を重ねる展開は不評だった、とも語っている。

## 書誌情報
さいとうちほ 『ビューティフル』 小学館〈フラワーコミックス〉 全4巻
1. 2004年9月24日発売、ISBN 4-09-130027-8
2. 2005年7月26日発売、ISBN 4-09-130176-2
3. 2006年9月26日発売、ISBN 4-09-130598-9
4. 2007年5月25日発売、ISBN 978-4-09-131057-6